# Edius
Edius — професійна програма редагування відео, розроблена японською компанією Canopus Corporation. У 2005 році була продана компанії Grass Valley.
26 липня 2013 року вийшла нова версія Edius 7

## Основні характеристики
- Редагування SD і HD контенту в режимі реального часу;
- Робота з різноманітними форматами відео, включаючи не стиснуте відео RED RAW;
- GPU прискорення;
- Швидкий і гнучкий користувацький інтерфейс.